# Carlo Colombo (tiratore)
Carlo Colombo (Cerro Maggiore, 28 aprile 1960) è un ex tiratore a segno italiano.

## Biografia
Nato nel 1960 a Cerro Maggiore, in provincia di Milano, a 32 anni ha partecipato ai Giochi olimpici di Barcellona 1992, nel bersaglio mobile 10 m, chiudendo 11º con 570 punti, non riuscendo ad accedere alla finale a 6.
Nel 1994 ha vinto un bronzo nel bersaglio mobile 10 m ai Mondiali di Milano, terminando con 675,1 punti dietro al tedesco Manfred Kurzer e al finlandese Krister Holmberg.
A 36 anni ha preso di nuovo parte alle Olimpiadi, quelle di Atlanta 1996, ancora nel bersaglio mobile 10 m, arrivando 17º con 562 punti, non qualificandosi per la finale a 8.

## Palmarès

### Campionati mondiali
- 1 medaglia:
  - 1 bronzo (Bersaglio mobile 10 m a Milano 1994)